# Следующие 10 лет. 2011—2021
Следующие 10 лет. 2011—2021 (англ. The Next Decade. Where We've Been… And Where We're Going) — книга американского политолога Джорджа Фридмана, где приводится его прогноз изменений в геополитике, которые должны произойти в 2011—2021 годах.

## Содержание книги
Анализ существующих глобальных и региональных тенденций, из которого вытекают выводы о логике поведения основных субъектов мировой политики, прежде всего США в период 2011—2021 годов.

В качестве американского плацдарма на Кавказе Грузия гораздо менее жизнеспособна, чем Азербайджан, который граничит с Россией и Ираном, поддерживает тесные отношения с Турцией и является крупной нефтедобывающей страной.— Джордж Фридман — Следующие 10 лет

## Издания
- Джордж Фридман, «Следующие 10 лет. 2011—2021», М.: Эксмо, 2011—320 с.